# Marcha por el Fin de la Impunidad
La Marcha por el Fin de la Impunidad, también conocida como Marcha Verde o Movimiento Verde, fue un evento celebrado el 22 de enero de 2017 en Santo Domingo, República Dominicana, y simultáneamente en otras localidades en el interior del país y de comunidades dominicanas en el extranjero. La marcha fue convocada por un conjunto de organizaciones de la sociedad civil en reclamo de que sean llevados ante la justicia todos los implicados en escándalos de corrupción, principalmente en el Caso Odebrecht que involucra a la empresa transnacional brasileña Odebrecht en el pago de sobornos a funcionarios de tres gobiernos dominicanos (administraciones de Hipólito Mejía, Leonel Fernández y Danilo Medina) entre 2001 y 2014. 
Miles de ciudadanos caminaron por la Avenida 27 de febrero y la Calle 30 de Marzo hasta el Parque Independencia, en donde exigió a las autoridades actuar con firmeza contra todos los implicados en esta y otras tramas de corrupción. En dichos actos se buscó presentar el carácter civil y apartidista del movimiento, evitando el protagonismo de dirigentes de los partidos políticos; de hecho, según representantes de los grupos organizadores, se escogió el color verde para evitar el uso de otros colores asociados a partidos políticos.[cita requerida]

## Antecedentes
Durante décadas, los escándalos de corrupción han sido una constante durante los distintos gobiernos en la República Dominicana. Algunos de los más sonados han sido los casos Baninter, Sun Land, OISOE, Súper Tucanos, Central Termoeléctrica Punta Catalina, entre otros. Sin embargo, el caso más reciente, que involucra a la transnacional brasileña Odebrecht, en una trama de corrupción de dimensión internacional, ha provocado un fuerte rechazo de gran parte de la ciudadanía ante el clima de impunidad que se vive en la República Dominicana.
- La reclamación en esta marcha es por el robo de $1490 millones de pesos dominicanos  equivalente a unos 33 millones de dólares dinero que recibió el consejo para el desarrollo por las acciones de los fondos mineros que por ley pagan a la provincia Monseñor Nouel  las empresas de extracción y explotación mineras como son Barrick Gold, Xtrata Niquel y otras, este dinero es administrado por el fondo para el desarrollo compuestos por el gobernador de la provincia Monseñor Nouel y un equipos de otras entidades gubernamentales y estos fondos fueron usado y sus funcionarios del gobierno del Partido de la Liberación Dominicana y su gobernador actuante en el cargo que lo era en ese momento Felix Nova Paulino y el gobierno en pleno del PLD, en la actualidad las organizaciones de luchas contra la corrupción han realizado múltiples protestas y el gobierno no ha podido demostrar donde están los fondos, el dinero tomado del consejo para el desarrollo y el gobernador y fuerza del gobierno han reprimido a los dirigentes y han matado a sus integrantes para callar este gran escándalo de corrupción, muchos dirigentes han sido asesinados periodistas desaparecidos y múltiples maltratos despiadados para aplacar las manifestaciones, fue tan brutal la persecuciones que no se respetaron ningunos de derechos de los reclamantes sus casas fueron abandalizadas entre otras cosas como lo es que una patrulla de la policía agarro a un dirigente y le hicieron múltiples disparos y luego le pasaron por arriba en un camión para destrozar completamente su cuerpo, también otros dirigentes tuvieron que marcharse del país para salvar su vida por persecuciones del gobierno como lo es el activistas  Anastacio Alegria Álvarez[3]   que luego de sobrevivir a varios intentos de asesinatos y feroz persecuciones salió del país abandonando su casa y familias. El movimiento de luchas fue desintegrado el gobierno no devolvió el dinero ni tampoco sus funcionarios responsables fueron investigado por la justicia ya que el sistema justicia no actúa en contra de los altos dirigentes del Partido de la Liberación Dominicana.

La corrupción no solo está limitada a este robo hay muchos otros actos de corrupción como lo es la OISOE, Punta catalina, Odebrecht, los súper Tucanos, el entramado de corrupción administrativa con empresas ficticias realizadas por familiares de funcionarios para robar el dinero del estado con múltiples operaciones delictivas sobreevaluación de obras y  el escándalo de los hermanos del expresidente Danilo Medina que tenían empresas fachadas y ellos mismo eran los proveedores y suplidores comerciales del gobierno en franca violación a las leyes y en perjuicio del dinero del gobierno. 
A finales de 2016 el Departamento de Justicia de EE. UU. dio a conocer un informe en el cual Odebrecht había sobornado funcionarios en diferentes países de África y América, a cambio de contratos. En el caso particular de la República Dominicana fueron repartidos 92 millones de dólares en sobornos a funcionarios.
Ante la reelección de Danilo Medina con un 63% de los votos en las elecciones dominicanas de 2016, el derrotado Partido Revolucionario Moderno (PRM) contempló un plan de desconocer los resultados de las elecciones y provocar una revuelta popular, pero ante el nulo apoyo, y considerando el antecedente de la exitosa destitución de Dilma Rousseff en Brasil a causa del escándalo Odebrecht, una gran parte de la dirigencia del PRM se sumó al movimiento en busca de lograr un fin similar con Medina. Además se unieron al movimiento representantes de empresas generadoras eléctricas privadas que venden energía al Estado dominicano, ya que la entrada en funcionamiento del proyecto de planta de carbón de Punta Catalina (construido por Odebrecht) significaría el fin de sus contratos.

## Organizadores
Entre los convocantes de la Marcha del Fin de la Impunidad figuran Participación Ciudadana, Foro Ciudadano, Poder Ciudadano, Somos Pueblo, el centro Juan XXIII, la Comisión Nacional de Derechos Humanos, el Bloque Popular, el Movimiento de Trabajadores Independientes, el Movimiento de Mujeres Trabajadoras, el Comité Codiano, la Corriente Magisterial Juan Pablo Duarte, Feflas, Los Peregrinos de Moca, Juventud Caribe, FAPROUASD, La Multitud, el Frente Universitario Renovador, Grupo Milenio Verde (MIVER), Partido Unificado de los Comunistas Dominicanos (PUCD-Tsunami Verde) y otras entidades. También en sus inicios contaba con financiamiento de la Asociación de Industriales de la República Dominicana (AIRD), entidad que retiró su apoyo al movimiento por presuntamente haberse "desvirtuado" y "radicalizado".

## Reivindicaciones
En cuanto a las reivindicaciones que se plantean, los organizadores destacaron que la movilización tiene como objetivos:
- Identificación, sometimiento a la justicia y condena de todos los funcionarios sobornados por Odebrecht en el país desde el 2001 hasta el 2014.

- Recuperación del dinero del soborno y de las sobrevaluaciones de Odebrecht, después de una auditoría independiente a todas las obras construidas por la corrupta multinacional brasileña.

- Sometimiento a la justicia de los ejecutivos de Odebrecht en el país y cancelación de todos sus contratos, incluyendo el de las plantas a carbón de Punta Catalina, como lo establece la Ley de Contrataciones Públicas[10][11] en casos como estos.

- Creación de una Comisión Especial Contra la Impunidad con el apoyo de las Naciones Unidas, como en Guatemala y Honduras, que pueda colaborar con los fiscales nacionales independientes que se deben designar para este caso, que no respondan al Partido de la Liberación Dominicana (PLD) ni al presidente Danilo Medina (no se especifica si es válido que respondan a los intereses de otros partidos políticos).

- Que la Cámara de Cuentas presente al país, en un plazo de 30 días, un informe de auditoría de verificación de las Declaraciones Juradas de Patrimonio de los presidentes, ministros y demás altos funcionarios que entraron en contacto de negociaciones con Odebrecht desde el 2001 hasta el 2014.

- Destitución y sometimiento a juicio popular del presidente Danilo Medina,[12] y organización de una Asamblea Constituyente para destituir al gobierno

## Otras iniciativas

### Libro Verde
Entre el 5 de febrero y el 22 de febrero, los organizadores del Movimiento Verde realizaron una campaña de recolección de firmas denominada "Libro Verde", por medio de la cual se solicitaba al presidente Danilo Medina la creación de una comisión independiente de fiscales que investigue todo lo relacionado con Odebrecht en el país desde 2001 al 2014, comisión que debía estar acompañada de las Naciones Unidas, en el marco de la Convención de las Naciones Unidas contra la Corrupción, de la cual República Dominicana es signataria y que ha sido ratificada por el Congreso de este país. El Libro Verde recogió 312,415 firmas de ciudadanos y ciudadanas dominicanos, las cuales fueron entregadas en el Palacio Nacional por representantes del movimiento junto a una carta expresando sus reclamos.

### Día Verde
En una acción que denominaron el "Día Verde", los organizadores del Movimiento Verde realizaron el 22 de febrero, a un mes de la celebración de la Marcha por el Fin de la Impunidad, una jornada nacional de movilización con manifestaciones en más de 30 municipios del país de cara a la entrega en el Palacio Nacional de las firmas recolectadas hasta el momento en el Libro Verde.

### Llama Verde
Durante la semana del 12 al 19 de marzo, el colectivo de organizaciones que conforman el Movimiento Verde promocionaron una iniciativa denominada "Llama Verde", por la cual se llevaron velas y antorchas por distintos puntos del país, hasta su encuentro el 20 de marzo en el Parque Independencia de la ciudad de Santo Domingo con el encendido de la antorcha principal, en medio de actividades culturales y manifestaciones reivindicativas.

## Poder de convocatoria de las redes sociales
| Marcha fin de la Impunidad 22E                           | 860 | 1153 | 12575 | Rafael Olivero - Fuerza Juventud | Marcha fin de la Impunidad 22E | 860 | 1153 | 12575 | Rafael Olivero - Fuerza Juventud |
| Corruptos A la Cárcel: Juicio y cárcel a los sobornados. | 603 | 498  | 6121  | Lucha por tu PAIS                |                                |     |      |       |                                  |
| Marcha Fin De La Impunidad #E22                          | 330 | 411  | 4038  | Somos Pueblo                     |                                |     |      |       |                                  |